# Полк Оглторпа
Пехотный полк Оглторпа (англ. Oglethorpe's Regiment of Foot) или просто Полк Оглторпа (англ. Oglethorpe's Regiment) — пехотный полк Британской армии, сформированный для несения службы в британских колониях и участвовавший в войне за ухо Дженкинса. Командиром полка был первый губернатор Джорджии Джеймс Оглторп.

## Служба
Процедура формирования полка началась в августе 1737 года, когда новому полку был присвоен 42-й порядковый номер. В 1738 году полк был сформирован в городе Саванна.
В июне — июле 1740 года полк участвовал в осаде Сан-Августина, а в июле 1742 года принял участив в битвах при Блади-Марш и при Галли-Хоул-Крик, состоявшихся у Форт-Фредерика.
24 ноября 1748 года, после завершения войны, полк был расформирован. Часть его военнослужащих продолжила службу в отдельных ротах Южной Каролины в составе Британской армии.

## Организация
Полк состоял из шести рот, в каждой из которых было 100 рядовых, младших офицеров и барабанщиков. Позже в состав полка была включена рота гренадеров. Оглторп обеспечил выплату жалования представителям благородных родов, служившим в полку, а также включил в качестве курсантов 20 молодых людей из небогатых семей.

## Офицеры
Среди офицеров упоминались:
- Джеймс Оглторп, полковник
- Джеймс Кокрен (англ. James Cochran), подполковник
- Уильям Кук (англ. William Cook), майор
- Хью Маккей (англ. Hugh Mackay), капитан
- Ричард Норбери (англ. Richard Norbury), капитан
- Александр Херрон (англ. Alexander Herron), капитан
- Альберт Дебрисей (англ. Albert Desbrisay), капитан
- Филип Делеголл-старший (англ. Philip Delegall, Sr.), лейтенант
- Филип Делеголл-младший (англ. Philip Delegall, Jr.), лейтенант
- Рэймонд Демер (англ. Raymond Demere), лейтенант
- Джордж Морган (англ. George Morgan), звание неизвестно
- Джордж Данбар (англ. George Dunbar), звание неизвестно
- Уильям Хортон (англ. William Horton), энсин
- Джеймс Маккей (англ. James Mackay), энсин
- Уильям Фолсом (англ. William Folsom), энсин
- Джон Таннер (англ. John Tanner), энсин
- Джон Леман (англ. John Leman), энсин
- Сэндфорд Мэйс (англ. Sandford Mace), энсин
- Хью Маккей (англ. Hugh Mackay), адъютант
- Эдвард Дайсон (англ. Edward Dyson), писарь и капеллан
- Томас Хоукинс (англ. Thomas Hawkins), хирург
- Эдвард Уонсолл (англ. Edward Wansall), квартирмейстер

В полку служил курсантом Лэклен Макинтош.